# جيسيكا ماكلور
جيسيكا ماكلور Jessica McClure (ولدت في 26 مارس 1986) وعرفت باسم «بيبي جيسيكا» Baby Jessica في عام 1987.
سقطت في بئر في الحديقة الخلفية لمنزل خالتها في ميدلاند في ولاية تكساس الأمريكية في 14 أكتوبر 1987 في عمر 18 شهر. عمل رجال الإنقاذ لمدة 56 ساعة لتحريرها من البئر الذي يبلغ عرضه 20 سنتمتر وعمقه 6.7 متر تحت الأرض.
اكتسبت القصة اهتماماً عالمياً، كما صاحبتها انتقادات لوسائل الإعلام حيث رأى الكثيرون تحول الموضوع إلى ما يشبه السيرك الإعلامي.
تحولت القصة إلى موضوع لفيلم تلفزيوني من إنتاج شبكة إيه بي سي عام 1989 بعنوان «طفلة الجميع: إنقاذ جيسيكا ماكلور».

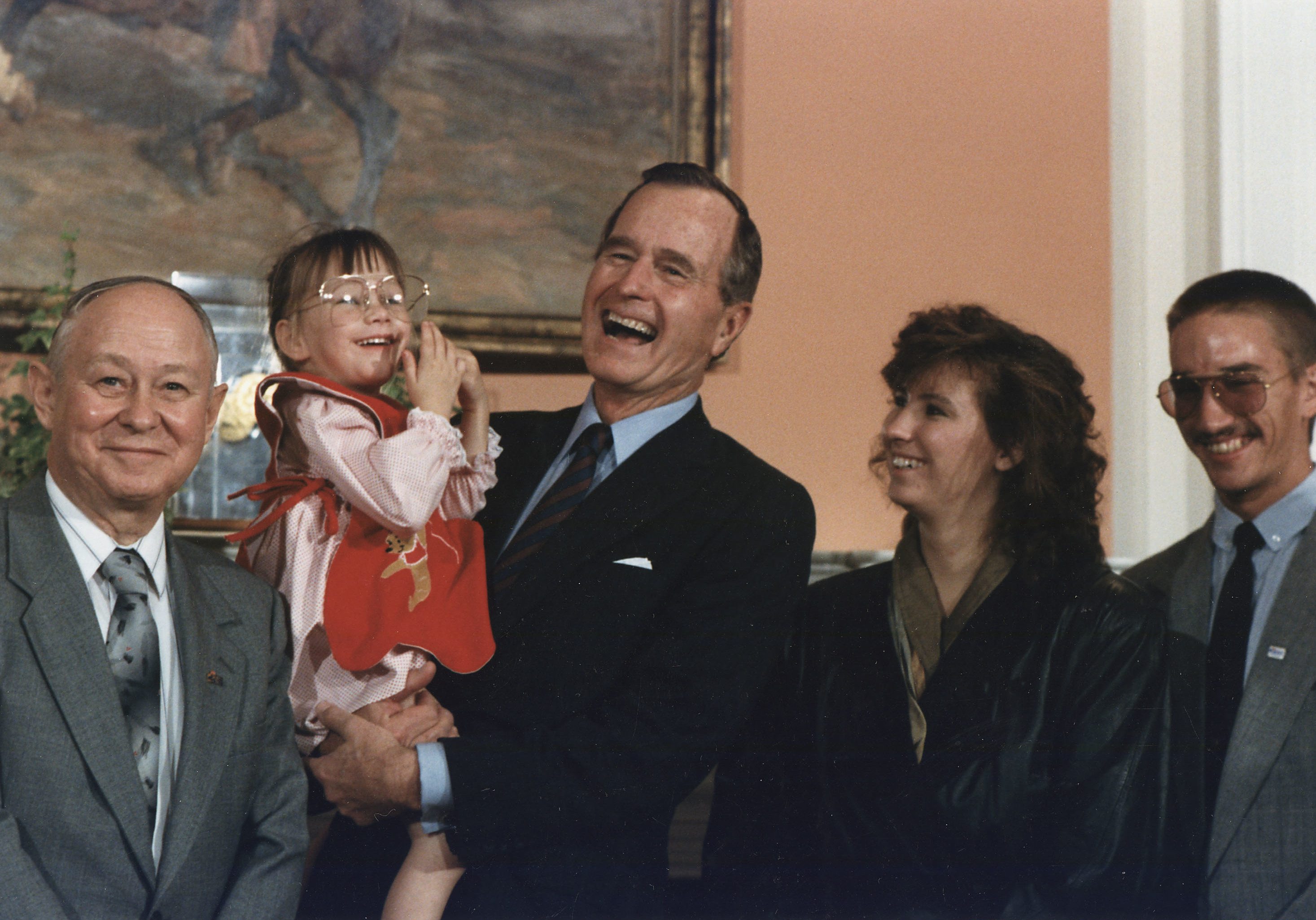
الرئيس الأمريكي جورج بوش الأب يستقبل جيسيكا ماكلور في البيت الأبيض في 19 يوليو 1989

واستقبلها الرئيس الأمريكي جورج بوش الأب في البيت الأبيض.

## روابط خارجية
- جيسيكا ماكلور على موقع IMDb (الإنجليزية)
- جيسيكا ماكلور على موقع إن إن دي بي (الإنجليزية)
- جيسيكا ماكلور على موقع قاعدة بيانات الفيلم (الإنجليزية)